# Patricia Giles (pintora)
Patricia Helen Giles (23 de junho de 1932 - 19 de março de 2021) foi uma pintora australiana. É conhecida pelas suas pinturas em aquarela de lugares selvagens da Tasmânia e motivos currawong. Ela foi membro de um grupo de pintores chamado Sunday Painters e apoiou o Tasmanian Museum and Art Gallery, onde exibições dos seus trabalhos foram realizadas.
Giles faleceu no dia 19 de março de 2021, aos 88 anos.